# دکتر خوب (فیلم ۲۰۱۱)
دکتر خوب (به انگلیسی: The Good Doctor) فیلمی محصول سال ۲۰۱۱ و به کارگردانی لانس دالی است. در این فیلم بازیگرانی همچون اورلاندو بلوم، رایلی کیئو، تراجی پی. هنسون، راب مورو، مایکل پنیا، تروی گاریتی، مالی پرایس، وید ویلیامز، سورل کاراداین، ایوان پیترز، دیوید کلنون و جی. کی. سیمونز ایفای نقش کرده‌اند.